# Media.Vision
Media.Vision (japanisch メディア・ビジョン株式会社 Media Bijon Kabushiki-Gaisha) ist ein japanischer Videospielentwickler, der vor allem für  Wild Arms und Chaos Rings globale Bekanntheit erlangte.

## Geschichte
Die Firma wurde im Jahr 1993 von früheren Mitarbeitern des Unternehmens Riot, einem Subunternehmen der Telenet Japan, die für die Entwicklung der Tenshi-no-Uta-Reihe für PC Engine verantwortlich war.

## Spiele
| Jahr | Titel                                          | Publisher                   | Plattform(en)                                                       |
| ---- | ---------------------------------------------- | --------------------------- | ------------------------------------------------------------------- |
| 1994 | Crime Crackers                                 | Sony Computer Entertainment | PlayStation                                                         |
| 1995 | Rapid Reload                                   | Sony Computer Entertainment | PlayStation                                                         |
| 1996 | Wild Arms                                      | Sony Computer Entertainment | PlayStation                                                         |
| 1997 | Crime Crackers 2                               | Sony Computer Entertainment | PlayStation                                                         |
| 1999 | Wild Arms 2                                    | Sony Computer Entertainment | PlayStation                                                         |
| 2002 | Sneakers                                       | Microsoft Game Studios      | Xbox                                                                |
| 2002 | Wild Arms 3                                    | Sony Computer Entertainment | PlayStation 2                                                       |
| 2003 | Wild Arms Alter Code: F                        | Sony Computer Entertainment | PlayStation 2                                                       |
| 2005 | Wild Arms 4                                    | Sony Computer Entertainment | PlayStation 2                                                       |
| 2005 | Heavy Metal Thunder                            | Square Enix                 | PlayStation 2                                                       |
| 2005 | Mawaza                                         | Sony Computer Entertainment | PlayStation 2                                                       |
| 2006 | Wild Arms 5                                    | Sony Computer Entertainment | PlayStation 2                                                       |
| 2007 | Wild Arms XF                                   | Sony Computer Entertainment | PlayStation Portable                                                |
| 2008 | The Wizard of Oz: Beyond the Yellow Brick Road | D3 Publisher                | Nintendo DS                                                         |
| 2009 | Enkaku Sōsa: Shinjitsu e no 23 Nichikan        | Sony Computer Entertainment | PlayStation Portable                                                |
| 2009 | Dragon Ball: Revenge of King Piccolo           | Namco Bandai Games          | Wii                                                                 |
| 2010 | Chaos Rings                                    | Square Enix                 | Android, iOS, PlayStation Vita, Windows Phone 7                     |
| 2011 | Valkyria Chronicles III                        | Sega                        | PlayStation Portable                                                |
| 2011 | Chaos Rings Omega                              | Square Enix                 | Android, iOS, PlayStation Vita                                      |
| 2012 | Chaos Rings II                                 | Square Enix                 | Android, iOS, PlayStation Vita                                      |
| 2012 | Shining Blade                                  | Sega                        | PlayStation Portable                                                |
| 2013 | Shining Ark                                    | Sega                        | PlayStation Portable                                                |
| 2014 | Chaos Rings III                                | Square Enix                 | Android, iOS, PlayStation Vita                                      |
| 2014 | Shining Resonance                              | Sega                        | PlayStation 3                                                       |
| 2015 | Digimon Story: Cyber Sleuth                    | Bandai Namco Entertainment  | Microsoft Windows, Nintendo Switch, PlayStation 4, PlayStation Vita |
| 2016 | Valkyria Chronicles Remastered                 | Sega                        | PlayStation 4                                                       |
| 2016 | Summon Night 6                                 | Bandai Namco Entertainment  | PlayStation 4, PlayStation Vita                                     |
| 2017 | Valkyria Revolution                            | Sega                        | PlayStation 4, PlayStation Vita, Xbox One                           |
| 2017 | Digimon Story: Cyber Sleuth – Hacker's Memory  | Bandai Namco Entertainment  | Microsoft Windows, Nintendo Switch, PlayStation 4, PlayStation Vita |
| 2018 | Valkyria Chronicles 4                          | Sega                        | Microsoft Windows, Nintendo Switch, PlayStation 4, Xbox One         |